# Friedhof Bruchhausen-Vilsen
Der Friedhof in Bruchhausen-Vilsen liegt im Ortsteil Vilsen des Fleckens Bruchhausen-Vilsen im niedersächsischen Landkreis Diepholz. Es ist der Begräbnisplatz für die Verstorbenen aus dem Kirchspiel Bruchhausen-Vilsen.

## Beschreibung

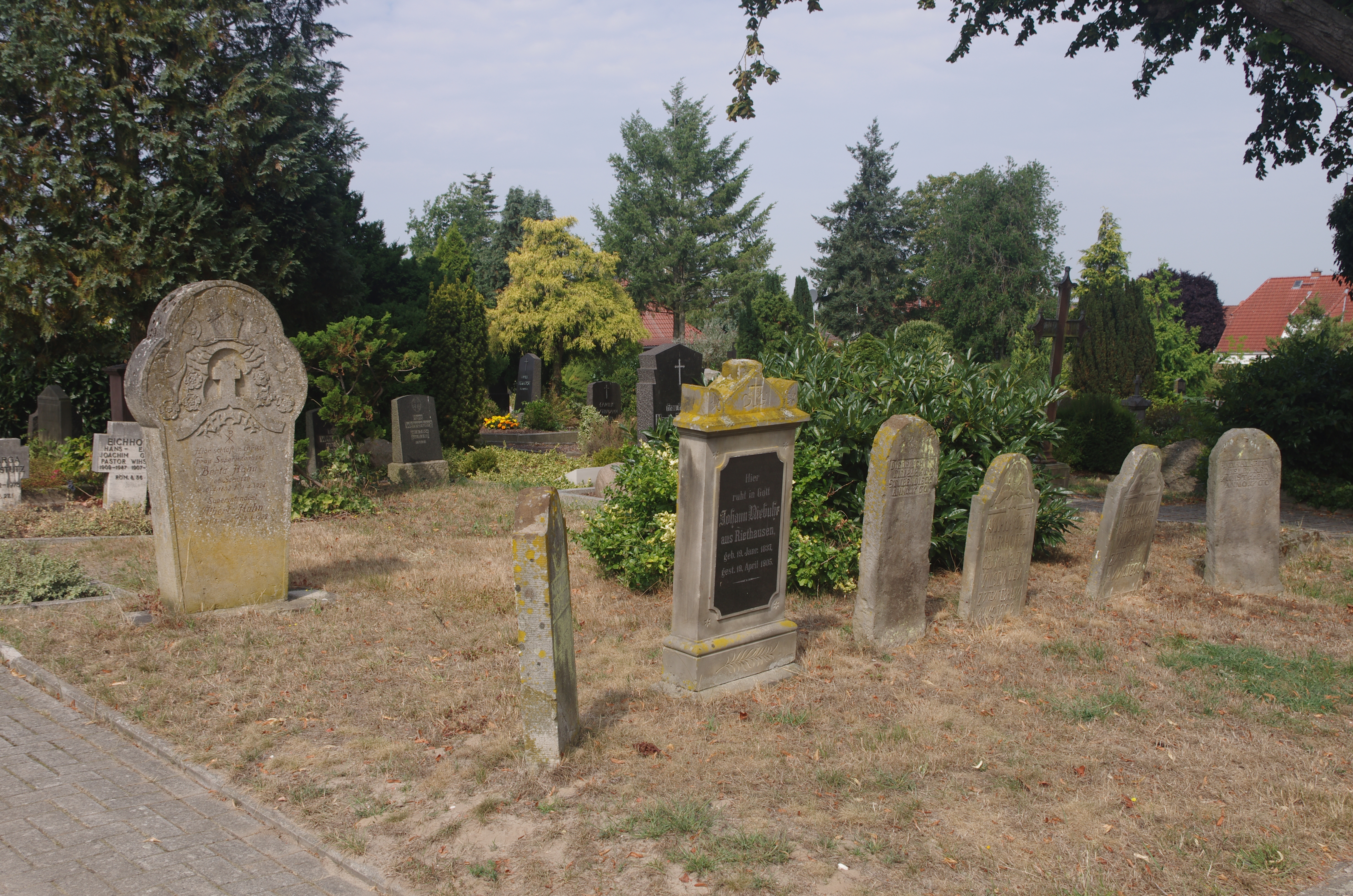
Grabsteine auf dem Vilser Friedhof (August 2022)

Der etwa 250 Meter lange und maximal etwa 120 Meter breite Friedhof liegt südlich des historischen Ortskerns östlich der Bergstraße und unweit südwestlich der Vilser Kirche. Am westlichen Rand des Friedhofs verläuft die Hölderlinstraße und am östlichen Rand die Lindenallee.

## Geschichte
Vorgänger-Friedhof war ein alter kirchlicher Friedhof rund um die Vilser Kirche (siehe Liste der Baudenkmale in Bruchhausen-Vilsen#Gruppe: Ortskern Vilsen), mehrere Grabsteine  sind erhalten.
Die Friedhofskapelle auf dem neuen Friedhof wurde im Jahr 1968 erweitert und 2014 renoviert.